# UEFA Champions League hymne
UEFA Champions League hymne, korrekt skrevet simpelt som "Champions League", er hymnen til UEFA Champions League, skrevet af Tony Britten i 1992.
Den bruges ved starten af alle Champions League-kampe. Den varer 3 minutter og har aldrig været udgivet ved kommercielt brug i sin oprindelige udgave.

## Tekst
| Ce sont les meilleures équipes Sie sind die allerbesten Mannschaften The main event Die Meister Die Besten Les Grandes Équipes The Champions Une grande réunion Eine grosse sportliche Veranstaltung The main event Ils sont les meilleurs Sie sind die Besten These are the champions Kor (2x): Die Meister Die Besten Les Grandes Équipes The Champions | These are the best teams They are the best teams The main event The Masters The best The biggest teams The Champions A big gathering A big sports event The main event They are the best These are the champions Kor (2x): The Masters The best The biggest teams The Champions | De er de bedste hold De er de allerbedste mandskaber Hovedattraktionen Mestrene De bedste De bedste hold Mestrene En storsamling Et stort sportsligt stævne Hovedattraktionen De er de bedste Her er mestrene Kor (2x): Mestrene De bedste De bedste hold Mestrene |  |